# Noisy-sur-École
Pour les articles homonymes, voir Noisy.
Noisy-sur-École est une commune française située dans le département de Seine-et-Marne, en région Île-de-France. En 2022, elle compte 1 822 habitants.

## Géographie

### Localisation

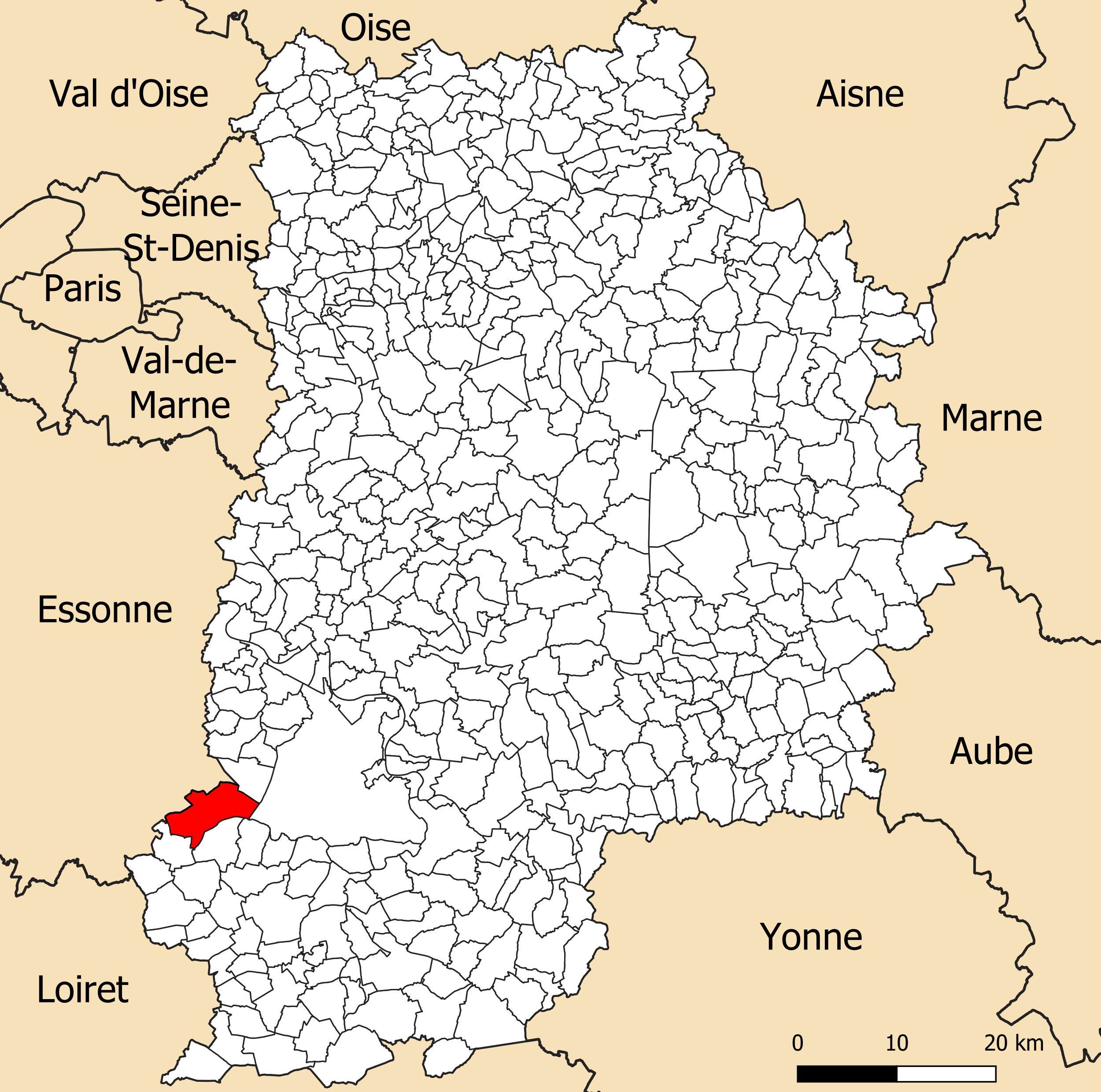
Localisation de Noisy-sur-École dans le département de Seine-et-Marne.

La commune de Noisy-sur-École se trouve dans le département de Seine-et-Marne, en région Île-de-France.
Elle se situe à 28,49 km par la route de Melun, préfecture du département et à 18,99 km de Fontainebleau, sous-préfecture. La commune fait en outre partie du bassin de vie de Milly-la-Forêt.

### Communes limitrophes

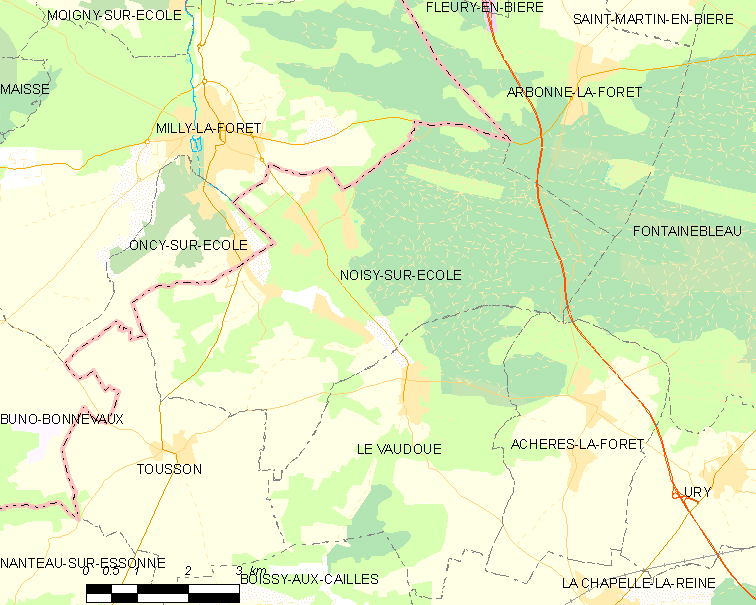
Carte des communes limitrophes de Noisy-sur-École.

Les communes les plus proches sont : 
Le Vaudoué (1,4 km), Oncy-sur-École (3,1 km), Tousson (4,3 km), Achères-la-Forêt (4,9 km), Milly-la-Forêt (5,1 km), Boissy-aux-Cailles (5,4 km), Arbonne-la-Forêt (6,6 km), La Chapelle-la-Reine (7,2 km).
| Oncy-sur-École (Essonne) | Milly-la-Forêt (Essonne) | Arbonne-la-Forêt |
|                          | Noisy-sur-École          | Fontainebleau    |
| Tousson                  | Le Vaudoué               | Achères-la-Forêt |

### Relief et Géologie
Le territoire de la commune se situe dans le sud du Bassin parisien, plus précisément au nord de la région naturelle du Gâtinais, en lisière de la forêt de Fontainebleau.
Géologiquement intégré au bassin parisien, qui est une région géologique sédimentaire, l'ensemble des terrains affleurants de la commune sont issus de l'ère géologique Cénozoïque (des périodes géologiques s'étageant du Paléogène au Quaternaire),.

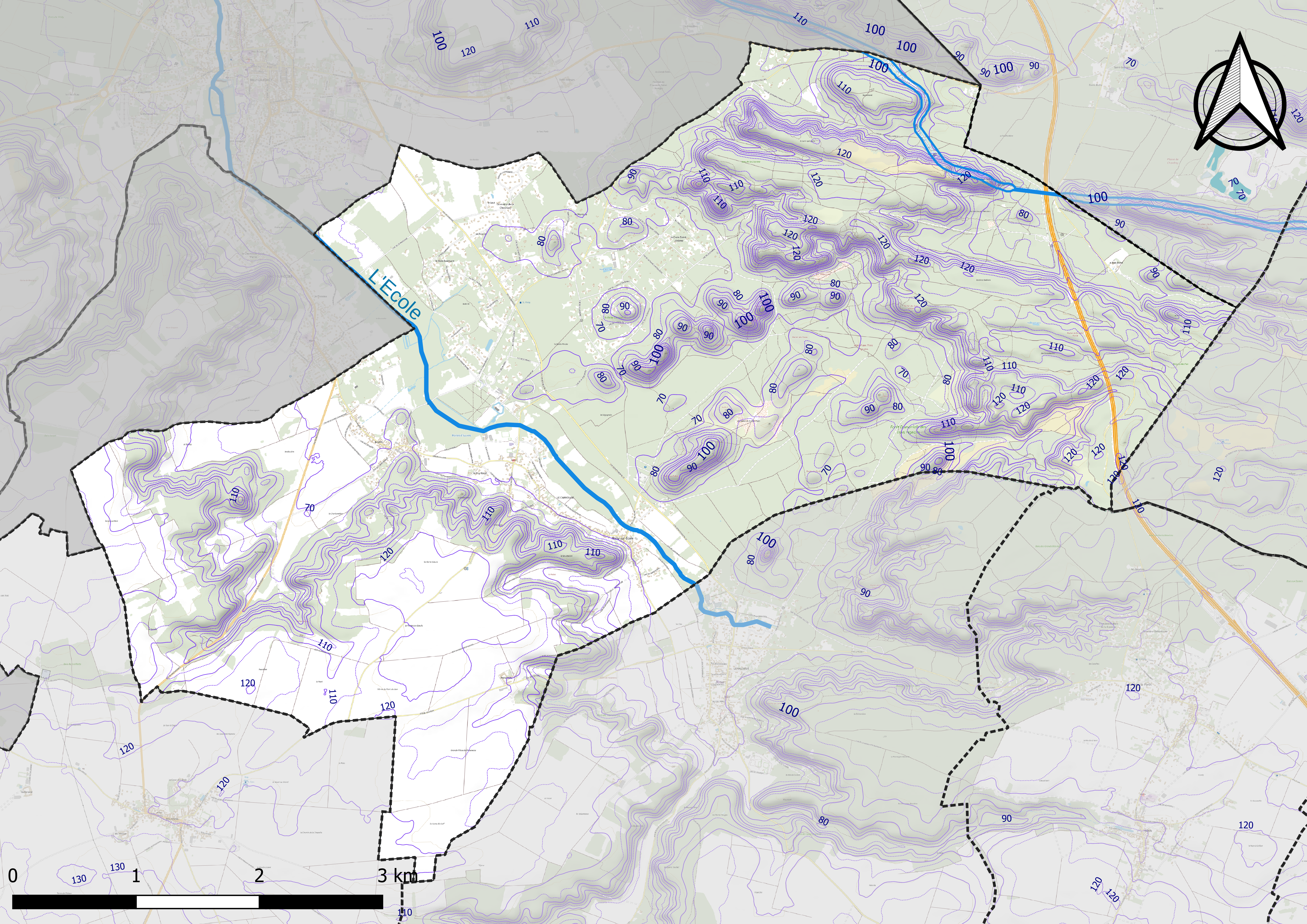
Carte du relief de NNoisy-sur-École.
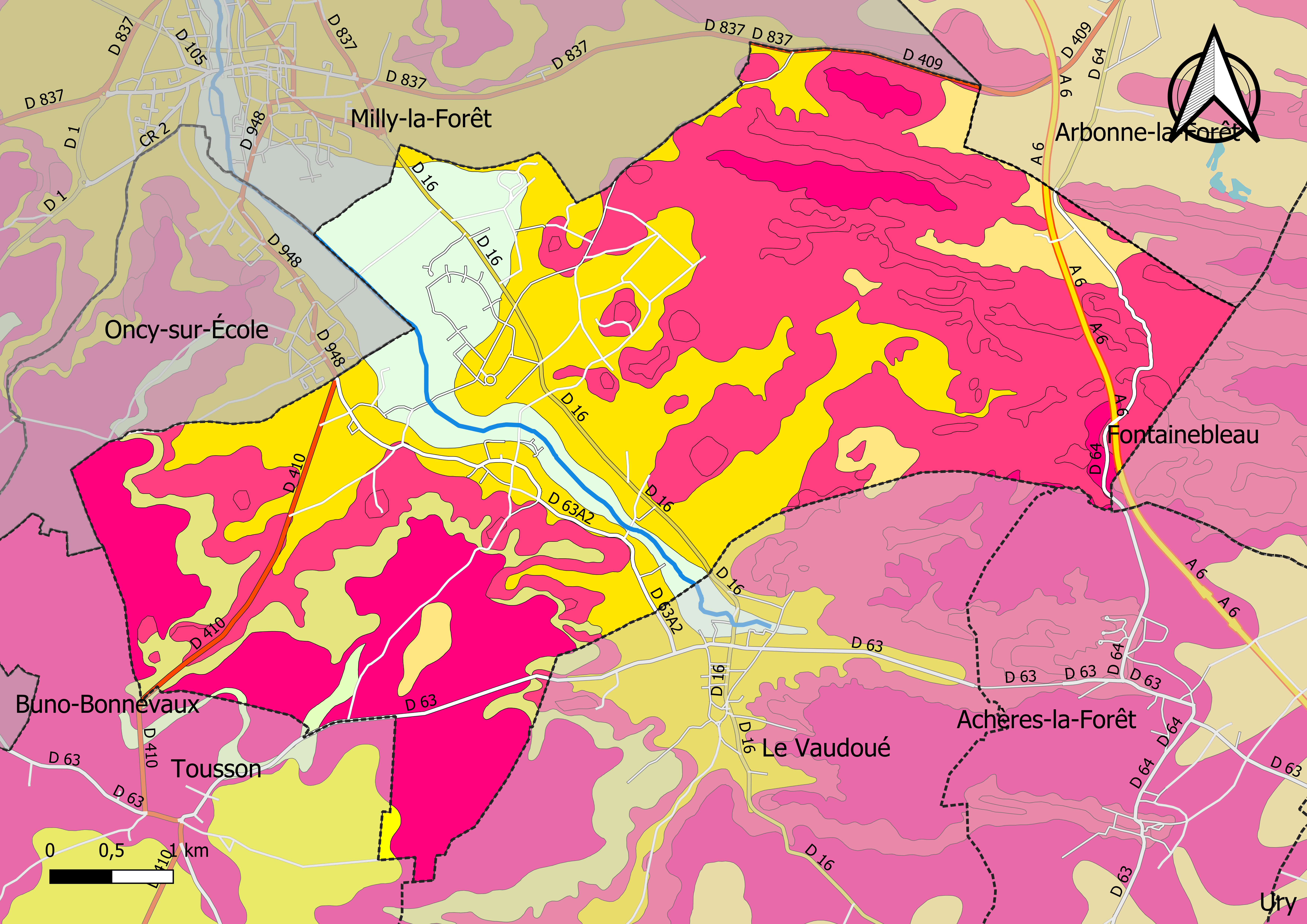
Carte géologique vectorisée et harmonisée de Noisy-sur-École.

|  | CE : | Colluvions polygéniques éboulis.                                  |
|  | CF : | Colluvions de versant et de fond de vallon.                       |
|  | LP : | Limon des plateaux de composition argilo-marneuse.                |
|  | Fz : | Alluvions récentes : limons, argiles, sables, tourbes localement. |

|  | g1CE : | Calcaire d'Étampes, meulières, marnes, calcaires du Gâtinais.                                        |
|  | g1ME : | Faciès marneux du Calcaire d'Étampes                                                                 |
|  | g1GF : | Grès de Fontainebleau en place ou remaniés (grésification quaternaire de sables stampiens dunaires). |
|  | g1SF : | Sables de Fontainebleau, accessoirement grès en place ou peu remanié (versant).                      |

### Hydrographie

#### Réseau hydrographique
Le réseau hydrographique de la commune se compose d'un cours d'eau : l’École, long de 26,73 km, ainsi que des aqueducs de la Vanne et du Loing qui bordent la commune au nord est.
La longueur totale de cours d'eau sur la commune est de 8,31 km.

#### Gestion des cours d'eau
Afin d’atteindre le bon état des eaux imposé par la Directive-cadre sur l'eau du 23 octobre 2000, plusieurs outils de gestion intégrée s’articulent à différentes échelles : le SDAGE, à l’échelle du bassin hydrographique, et le SAGE, à l’échelle locale. Ce dernier fixe les objectifs généraux d’utilisation, de mise en valeur et de protection quantitative et qualitative des ressources en eau superficielle et souterraine. Le département de Seine-et-Marne est couvert par six SAGE, au sein du bassin Seine-Normandie.
La commune fait partie du SAGE « Nappe de Beauce et milieux aquatiques associés », approuvé le 11 juin 2013. Le territoire de ce SAGE couvre deux régions, six départements et compte 681 communes, pour une superficie de 9 722 km2. Le pilotage et l’animation du SAGE sont assurés par le Syndicat mixte du pays Beauce Gâtinais en Pithiverais, qualifié de « structure porteuse ».

### Climat
Pour des articles plus généraux, voir Climat de l'Île-de-France et Climat de Seine-et-Marne.
En 2010, le climat de la commune est de type climat océanique dégradé des plaines du Centre et du Nord, selon une étude du CNRS s'appuyant sur une série de données couvrant la période 1971-2000. En 2020, Météo-France publie une typologie des climats de la France métropolitaine dans laquelle la commune est exposée à un climat océanique altéré et est dans la région climatique Sud-ouest du bassin Parisien, caractérisée par une faible pluviométrie, notamment au printemps (120 à 150 mm) et un hiver froid (3,5 °C).
Pour la période 1971-2000, la température annuelle moyenne est de 11,2 °C, avec une amplitude thermique annuelle de 15,5 °C. Le cumul annuel moyen de précipitations est de 681 mm, avec 11,1 jours de précipitations en janvier et 7,4 jours en juillet. Pour la période 1991-2020, la température moyenne annuelle observée sur la station météorologique la plus proche, située sur la commune de Boigneville à 10 km à vol d'oiseau, est de 11,5 °C et le cumul annuel moyen de précipitations est de 615,6 mm,. Pour l'avenir, les paramètres climatiques de la commune estimés pour 2050 selon différents scénarios d'émission de gaz à effet de serre sont consultables sur un site dédié publié par Météo-France en novembre 2022.

### Milieux naturels et biodiversité

#### Espaces protégés
La protection réglementaire est le mode d’intervention le plus fort pour préserver des espaces naturels remarquables et leur biodiversité associée,.
Deux espaces protégés sont présents dans la commune : 
- la zone centrale de la réserve de biosphère « Fontainebleau et Gâtinais », créée en 1998 et d'une superficie totale de 150 544 ha (46 056 ha pour la zone centrale). Cette réserve de biosphère, d'une grande biodiversité, comprend trois grands ensembles : une grande moitié ouest à dominante agricole, l’emblématique forêt de Fontainebleau au centre, et le Val de Seine à l’est. La structure de coordination est l'Association de la Réserve de biosphère de Fontainebleau et du Gâtinais, qui comprend un conseil scientifique et un Conseil Éducation, unique parmi les Réserves de biosphère françaises[20],[21].
- la zone de transition de la réserve de biosphère « Fontainebleau et Gâtinais », créée en 1998 et d'une superficie totale de 150 544 ha (95 595 ha pour la zone de transition). Cette réserve de biosphère, d'une grande biodiversité, comprend trois grands ensembles : une grande moitié ouest à dominante agricole, l’emblématique forêt de Fontainebleau au centre, et le Val de Seine à l’est. La structure de coordination est l'Association de la Réserve de biosphère de Fontainebleau et du Gâtinais, qui comprend un conseil scientifique et un Conseil Éducation, unique parmi les Réserves de biosphère françaises[20],[22].
- la zone tampon de la réserve de biosphère « Fontainebleau et Gâtinais », créée en 1998 et d'une superficie totale de 150 544 ha (16 102 ha pour la zone tampon). Cette réserve de biosphère, d'une grande biodiversité, comprend trois grands ensembles : une grande moitié ouest à dominante agricole, l’emblématique forêt de Fontainebleau au centre, et le Val de Seine à l’est. La structure de coordination est l'Association de la Réserve de biosphère de Fontainebleau et du Gâtinais, qui comprend un conseil scientifique et un Conseil Éducation, unique parmi les Réserves de biosphère françaises[20],[23].

#### Réseau Natura 2000

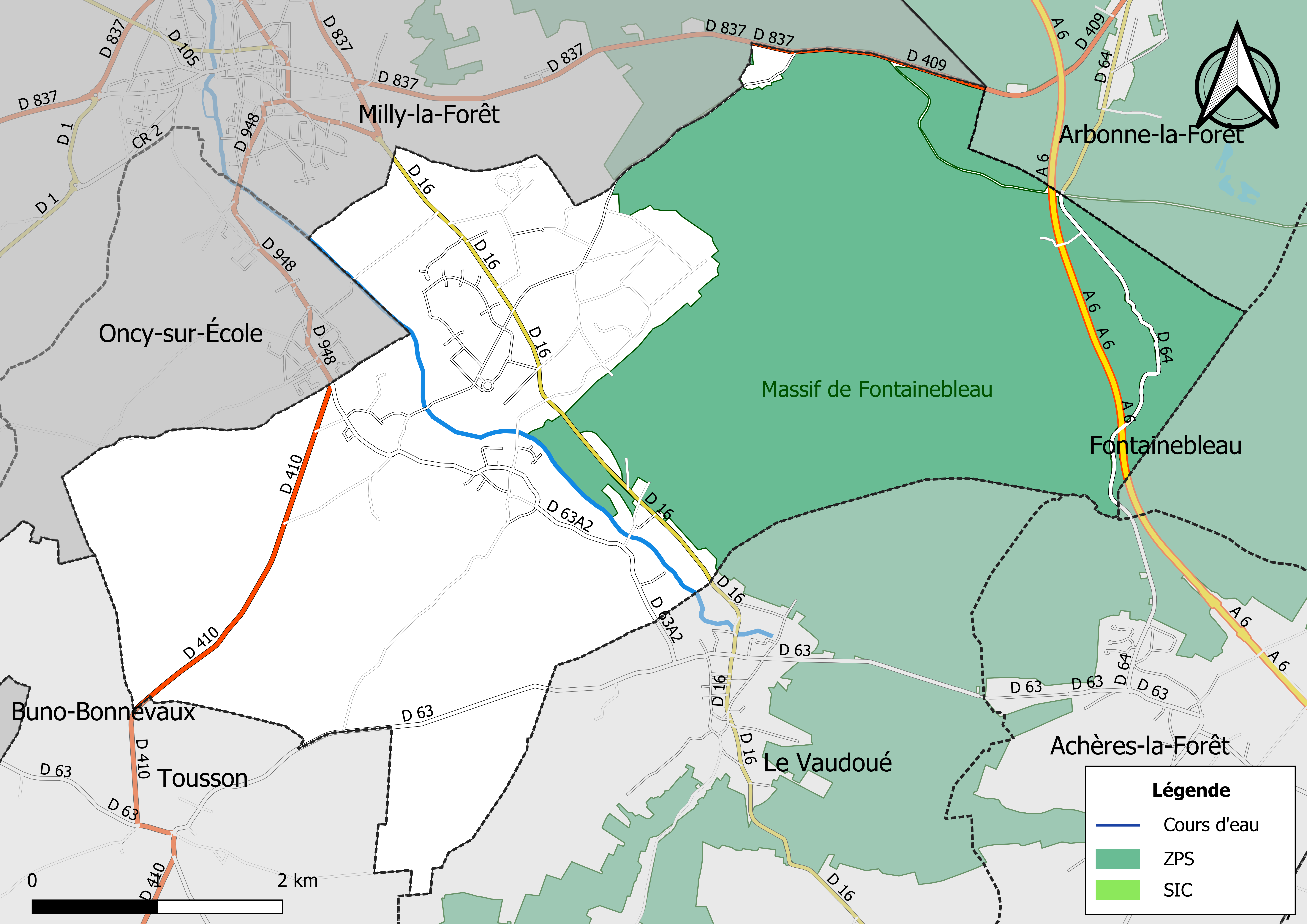
Sites Natura 2000 sur le territoire communal.

Le réseau Natura 2000 est un réseau écologique européen de sites naturels d’intérêt écologique élaboré à partir des Directives « Habitats » et « Oiseaux ». Ce réseau est constitué de Zones spéciales de conservation (ZSC) et de Zones de protection spéciale (ZPS). Dans les zones de ce réseau, les États Membres s'engagent à maintenir dans un état de conservation favorable les types d'habitats et d'espèces concernés, par le biais de mesures réglementaires, administratives ou contractuelles.
Un site Natura 2000 a été défini sur la commune, tant au titre de la « directive Habitats » que de la « directive Oiseaux » :le « Massif de Fontainebleau ». Cet espace constitue le plus ancien exemple français de protection de la nature. Les alignements de buttes gréseuses alternent avec les vallées sèches. Les conditions de sols, d'humidité et d'expositions sont très variées. La forêt de Fontainebleau est réputée pour sa remarquable biodiversité animale et végétale. Ainsi, elle abrite la faune d'arthropodes la plus riche d'Europe (3 300 espèces de coléoptères, 1 200 de lépidoptères) ainsi qu'une soixantaine d'espèces végétales protégées.

#### Zones naturelles d'intérêt écologique, faunistique et floristique

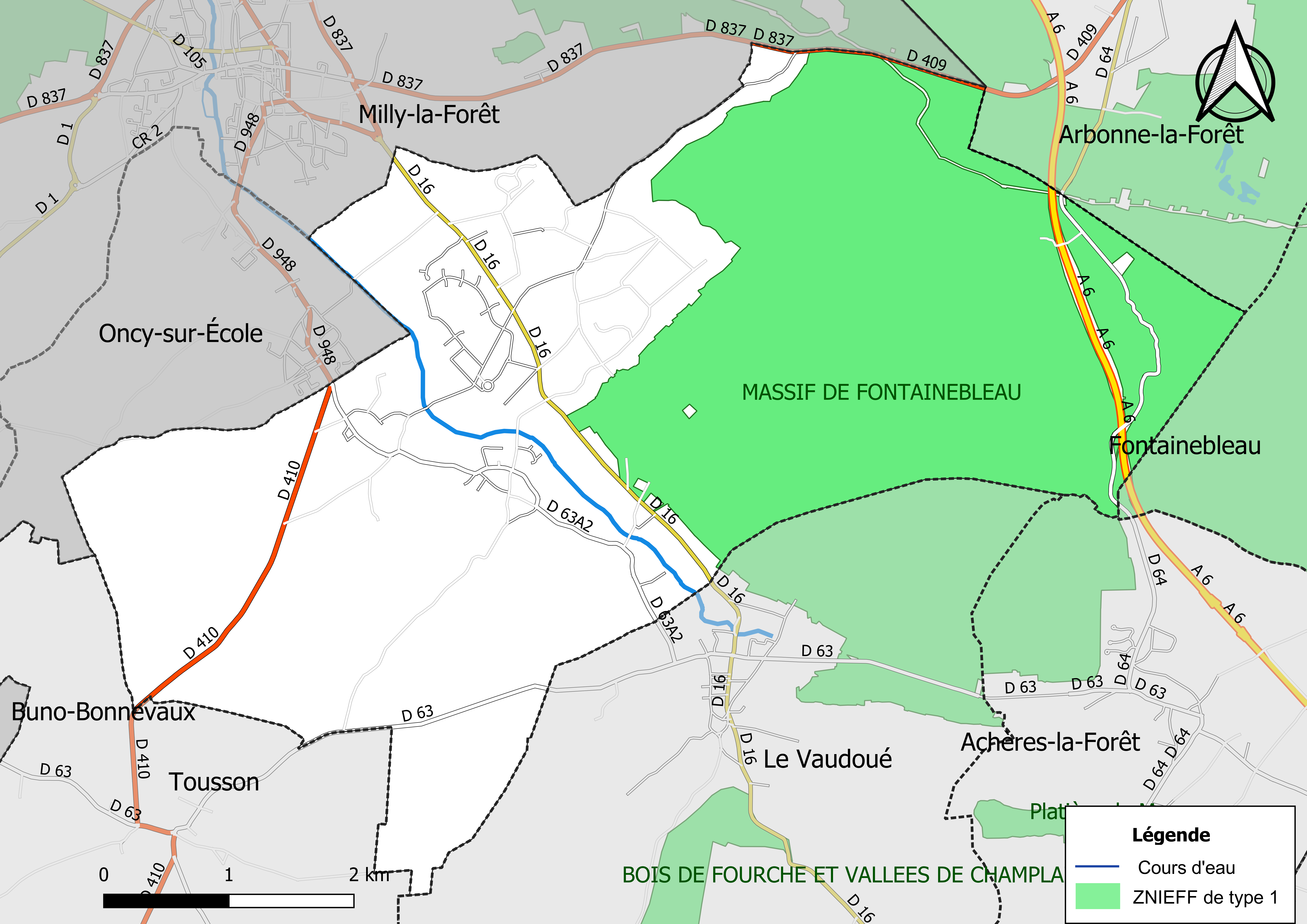
Carte des ZNIEFF de type 1 localisées sur la commune.

L’inventaire des zones naturelles d'intérêt écologique, faunistique et floristique (ZNIEFF) a pour objectif de réaliser une couverture des zones les plus intéressantes sur le plan écologique, essentiellement dans la perspective d’améliorer la connaissance du patrimoine naturel national et de fournir aux différents décideurs un outil d’aide à la prise en compte de l’environnement dans l’aménagement du territoire.
Le territoire communal de Noisy-sur-École comprend une ZNIEFF de type 1,,, 
le « Massif de Fontainebleau » (20 711,14 ha), couvrant 18 communes dont 17 en Seine-et-Marne et 1 dans l'Essonne.

## Urbanisme

### Typologie
Au 1er janvier 2024, Noisy-sur-École est catégorisée commune rurale à habitat dispersé, selon la nouvelle grille communale de densité à sept niveaux définie par l'Insee en 2022.
Elle est située hors unité urbaine. Par ailleurs la commune fait partie de l'aire d'attraction de Paris, dont elle est une commune de la couronne,. Cette aire regroupe 1 929 communes,.

### Occupation des sols
En 2018, l'occupation des sols de la commune, telle qu'elle ressort de la base de données européenne d’occupation biophysique des sols Corine Land Cover (CLC), est marquée par l'importance des forêts (64,91 %) en diminution par rapport à 1990 (69,57 %). La répartition détaillée est la suivante : forêts (64,91 %), terres arables (23,71 %), zones urbanisées (7,98 %), milieux à végétation arbustive et/ou herbacée (0,96 %),.
| Type d’occupation | 1990        | 1990    | 2018        | 2018    | Bilan      |
| --- | ----------- | ------- | ----------- | ------- | ---------- |
| Territoires artificialisés (zones urbanisées, zones industrielles ou commerciales et réseaux de communication, mines, décharges et chantiers, espaces verts artificialisés ou non agricoles) | 127,13 ha   | 4,26 %  | 238,50 ha   | 7,98 %  | 111,37 ha  |
| Territoires agricoles (terres arables, cultures permanentes, prairies, zones agricoles hétérogènes)                                                                                          | 782,01 ha   | 26,18 % | 780,93 ha   | 26,14 % | −1,08 ha   |
| Forêts et milieux semi-naturels (forêts, milieux à végétation arbustive et/ou herbacée, espaces ouverts sans ou avec peu de végétation)                                                      | 2 078,02 ha | 69,57 % | 1 967,74 ha | 65,87 % | −110,29 ha |

Parallèlement, L'Institut Paris Région, agence d'urbanisme de la région Île-de-France, a mis en place un inventaire numérique de l'occupation du sol de l'Île-de-France, dénommé le MOS (Mode d'occupation du sol), actualisé régulièrement depuis sa première édition en 1982. Réalisé à partir de photos aériennes, le MOS distingue les espaces naturels, agricoles et forestiers mais aussi les espaces urbains (habitat, infrastructures, équipements, activités économiques, etc.) selon une classification pouvant aller jusqu'à 81 postes, différente de celle de Corine Land Cover,,. L'Institut met également à disposition des outils permettant de visualiser par photo aérienne l'évolution de l'occupation des sols de la commune entre 1949 et 2018.

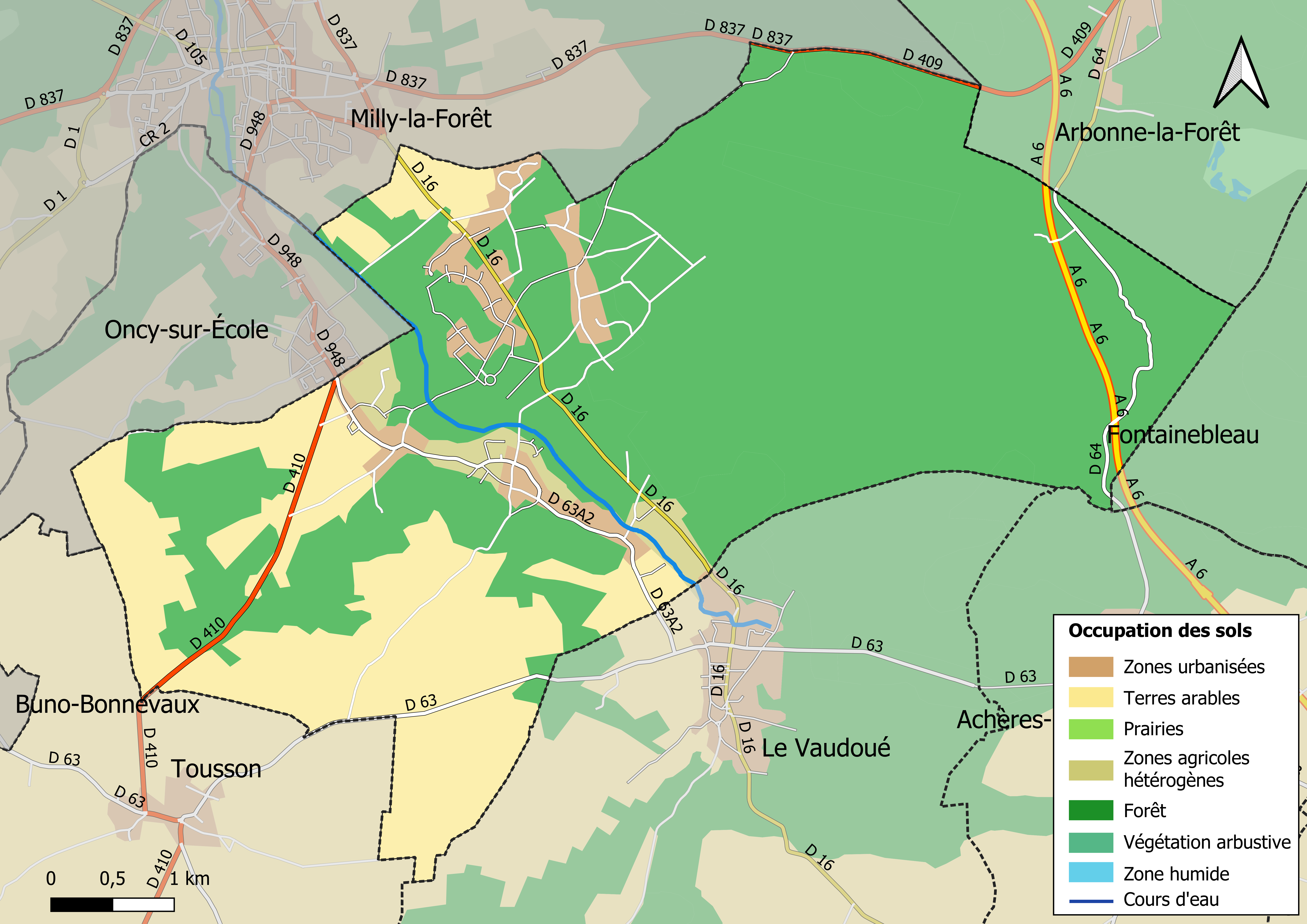
Carte de l'occupation des sols de la commune.
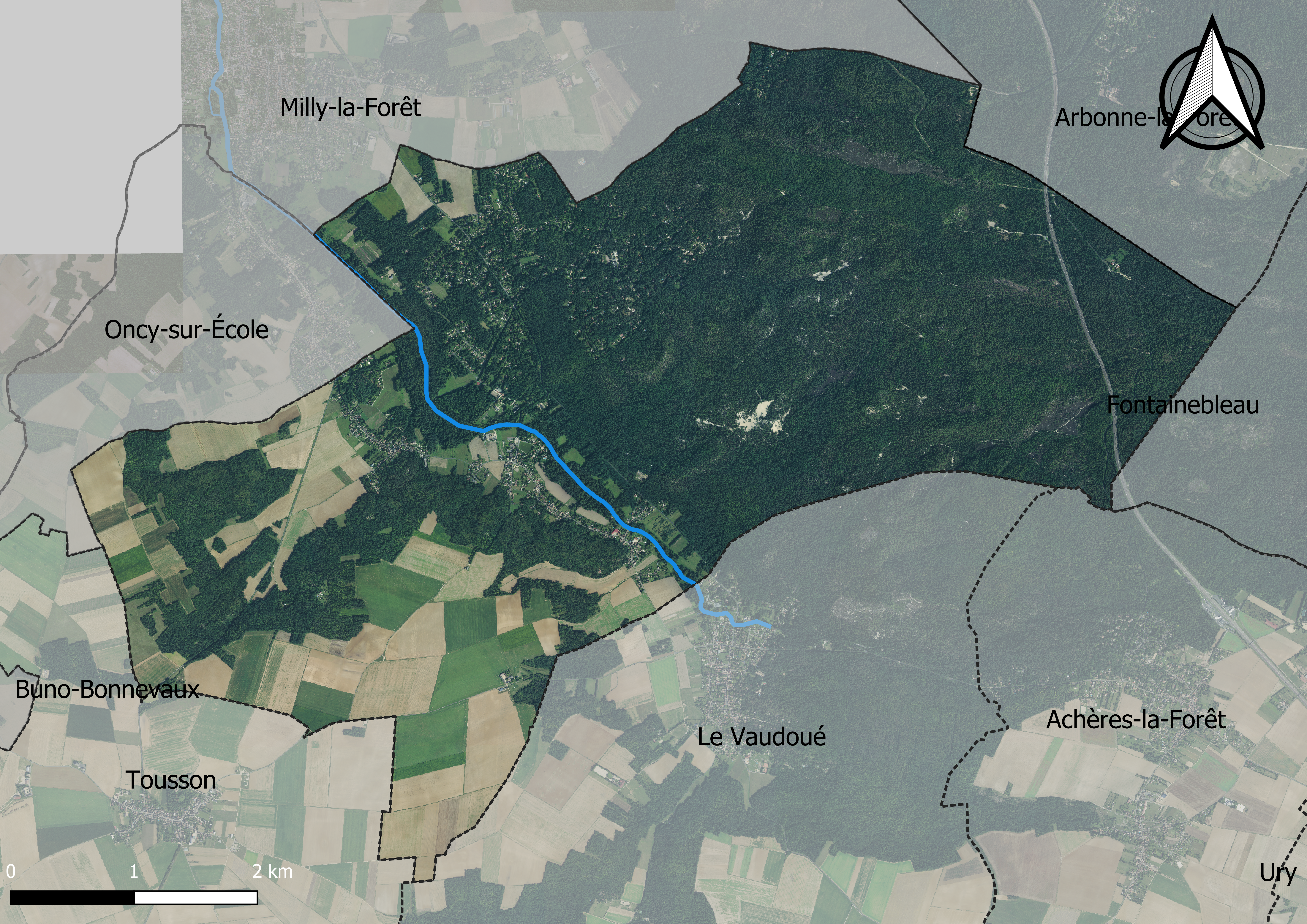
Carte orhophotogrammétrique de la commune.

### Planification
La loi SRU du 13 décembre 2000 a incité les communes à se regrouper au sein d’un établissement public, pour déterminer les partis d’aménagement de l’espace au sein d’un SCoT, un document d’orientation stratégique des politiques publiques à une grande échelle et à un horizon de 20 ans et s'imposant aux documents d'urbanisme locaux, les PLU (Plan local d'urbanisme). La commune est dans le territoire du SCOT Fontainebleau et sa région, approuvé le 26 mai 2013 et porté par le syndicat mixte d’études et de programmation (SMEP) de Fontainebleau et sa région.
La commune, en 2019, avait engagé l'élaboration d'un plan local d'urbanisme.

### Lieux-dits et écarts

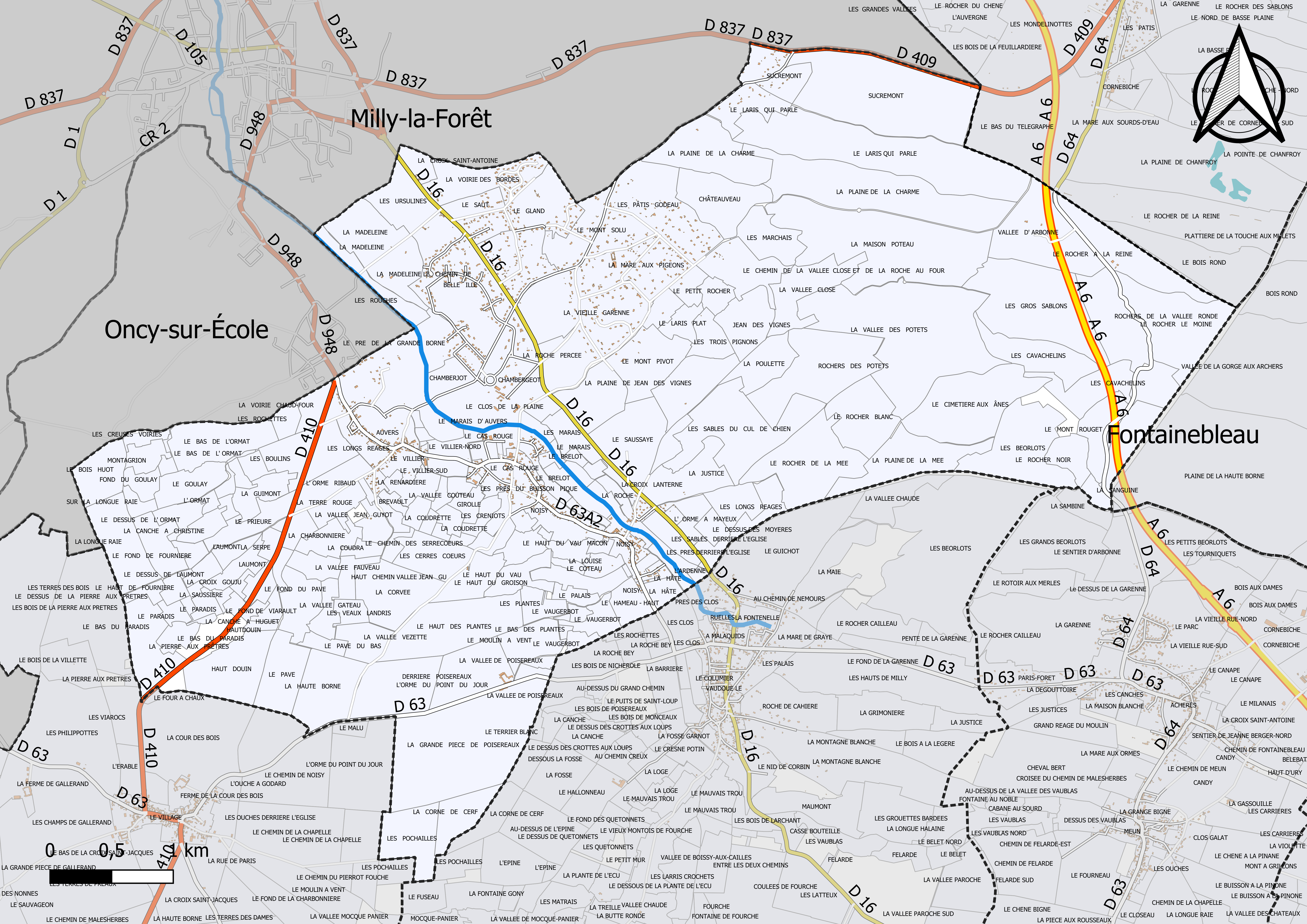
Carte du cadastre de la commune de Noisy-sur-École.

La commune compte 195 lieux-dits administratifs répertoriés consultables ici dont Auvers (source : le fichier Fantoir).

### Logement
En 2017, le nombre total de logements dans la commune était de 1 064 dont 93,3 % de maisons (maisons de ville, corps de ferme, pavillons, etc.) et 6,6 % d'appartements.
Parmi ces logements, 73,3 % étaient des résidences principales, 19,3 % des résidences secondaires et 7,4 % des logements vacants.
La part des ménages fiscaux propriétaires de leur résidence principale s'élevait à 88,2 % contre 9,1 % de locataires et 2,7 % logés gratuitement.

### Voies de communication et transports

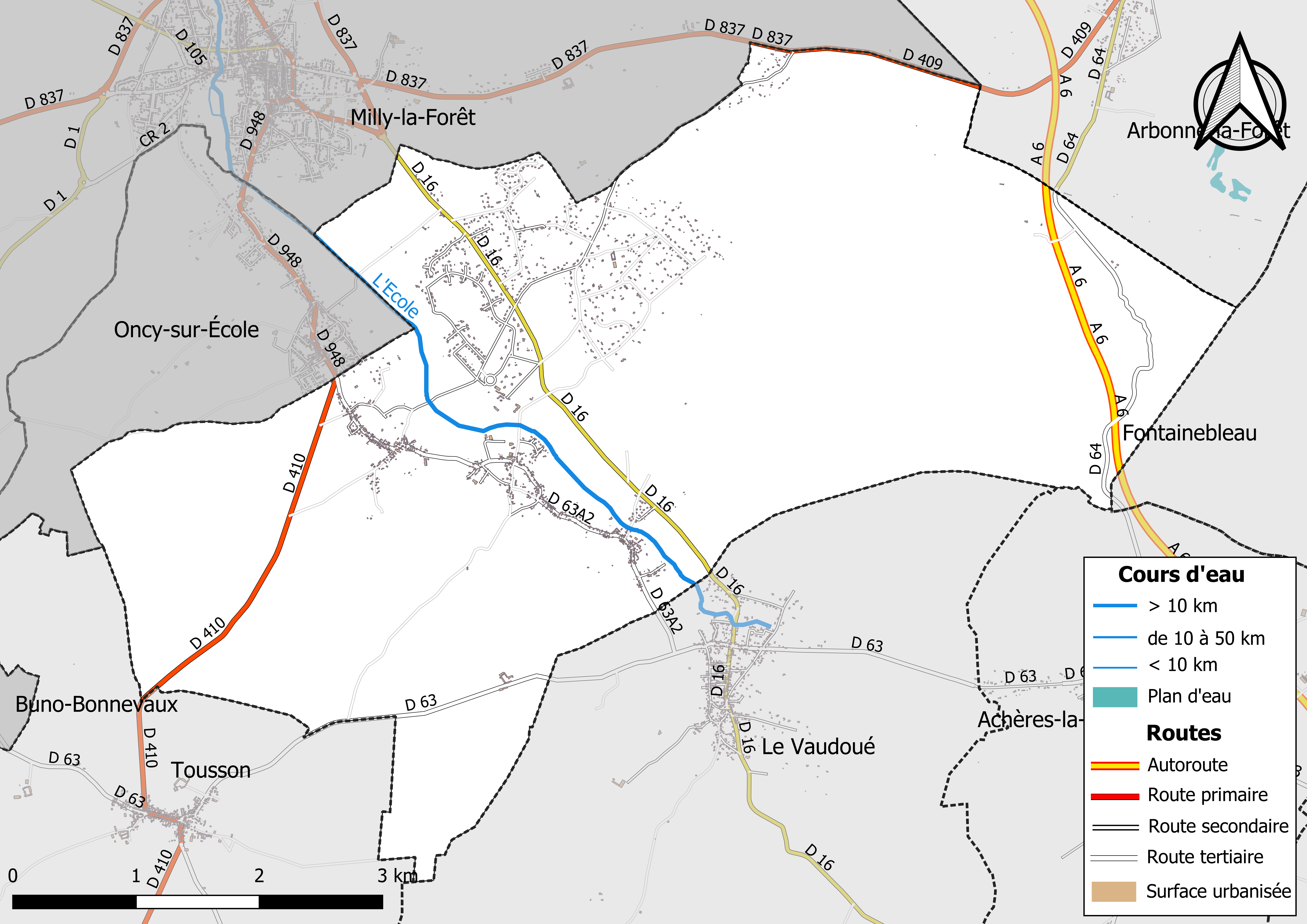
Carte des réseaux hydrographique et routier de Noisy-sur-École.

#### Voies de communication
L'est du territoire de la commune est traversé par l'autoroute A6. Celle-ci est accessible par les diffuseurs no 13 (Cély) situé à 12,5 km au nord-est de Noisy-sur-École, et no 14 (Malesherbes) situé à 9,6 km au sud-est de la commune.
Plusieurs routes départementales relient Noisy-sur-École aux communes voisines :
- la D 16, vers le nord en direction de Milly-la-Forêt et vers le sud en direction du Vaudoué ;
- la D 63, vers l'ouest en direction de Tousson et vers l'est en direction du Vaudoué ;
- la D 63A2, vers le nord en direction d'Oncy-sur-École et vers le sud en direction du Vaudoué ;
- la D 64, vers le nord en direction d'Arbonnes-la-Forêt et vers le sud en direction d'Achères-la-Forêt ;
- la D 410, vers le nord en direction d'Oncy-sur-École et vers le sud en direction de Tousson.

Le territoire de la commune est traversé par le sentier de grande randonnée GR 1, qui vient de Fontainebleau à l'est et se prolonge vers Le Vaudoué au sud.

#### Transports
La commune est desservie par deux lignes d'autocars du réseau de bus Fontainebleau - Moret :
- la ligne no 4001 reliant Noisy-sur-École à Avon (gare de Fontainebleau - Avon) ;
- la ligne no 4003 reliant Noisy-sur-École à La Chapelle-la-Reine.

## Toponymie
Le nom de la localité est mentionné sous les formes Villa et parrochia de Nosiacho et Parrochia de Noisiaco en 1222 ; Nosiacum en 1239 ; Noisiacum juxta Milliacum en 1262 ; Villa de Noysi en 1294 ; Noisiacum vers 1350 (Pouillé) ; Noisis les Vaux d'Oe en 1367 ; Noisi en Gastinois en 1385 ; Noysy en 1398 ; Noysy en Gatinois en 1451 ; Noisy en Gâtinais en 1654.
Du latin nucetum « lieu planté de noyers » ; les finales -iaco sont de mauvaises latinisations.
École est une rivière, un affluent de la Seine.
Les habitants sont appelés les Noiséens et Noiséennes.

## Histoire

### Préhistoire
Sur le territoire de la commune se trouvent quatre abris ornés. Un de ces abris, avec un art rupestre assez abondant, a été classé monument historique en 1953 et a été muré pour le protéger ; le classement inclut aussi l'abri voisin au nord-ouest, lui aussi orné. Les œuvres d'art sont datées de l'Holocène (les 10 000 dernières années). 

Un autre abri contient un panneau orné de gravures fragiles et très érodées de deux chevaux dont un partiellement réalisé (avant-train), découvert en 1981 lors de prospections et relevés systématiques sur le grès de Fontainebleau par le Groupe d’études, de recherches et de sauvegarde de l’art rupestre (GERSAR). Les deux gravures sont séparées par trois fissures qui ont été aménagées pour représenter un symbole vulvaire.
Ces gravures sont attribuées du Paléolithique supérieur.

## Politique et administration

### Liste des maires
Ce tableau comprend la liste de tous les maires de la commune, depuis mars 1953.
| Période                                  | Période           | Identité           | Étiquette | Qualité                             |
| ---------------------------------------- | ----------------- | ------------------ | --------- | ----------------------------------- |
| Les données manquantes sont à compléter. |                   |                    |           |                                     |
| 15 mai 1893                              | 22 septembre 1900 | Emmanuel Crublier  |           |                                     |
| 4 novembre 1900                          | 26 mai 1914       | Eléonor Rousseau   |           |                                     |
| 5 juillet 1914                           | 10 octobre 1926   | Arthur Meneux      |           |                                     |
| 10 octobre 1926                          | 19 mai 1929       | Gustave Rousseau   |           |                                     |
| 19 mai 1929                              | 25 décembre 1932  | Désiré Sorot       |           |                                     |
| 25 décembre 1932                         | 20 octobre 1947   | Alphonse Loof      |           |                                     |
| 31 octobre 1947                          | 28 mars 1965      | Maxime Rousseau    |           | Agriculteur                         |
| 28 mars 1965                             | 28 mars 1971      | Marcel Bourguignon |           | Entrepreneur BTP, marchand de biens |
| 28 mars 1971                             | 13 mars 1983      | André Houles       |           | Industriel en passementerie         |
| 13 mars 1983                             | 25 mars 1989      | Michel Robert      |           | Métreur                             |
| 25 mars 1989                             | 18 mars 2001      | Bernard Urban      |           |                                     |
| 18 mars 2001                             | 16 mars 2008      | Jean-Claude Garnon |           |                                     |
| 16 mars 2008                             | 30 mars 2014      | Jean-Noël Rigon    |           |                                     |
| 30 mars 2014                             | En cours          | Christian Bournery |           | Maire actuel                        |

### Jumelages
La ville de Noisy sur - Ecole n'est jumelée avec aucune commune à l'heure actuelle.

## Équipements et services

### Eau et assainissement
L’organisation de la distribution de l’eau potable, de la collecte et du traitement des eaux usées et pluviales relève des communes. La loi NOTRe de 2015 a accru le rôle des EPCI à fiscalité propre en leur transférant cette compétence. Ce transfert devait en principe être effectif au 1er janvier 2020, mais la loi Ferrand-Fesneau du 3 août 2018 a introduit la possibilité d’un report de ce transfert au 1er janvier 2026,.

#### Assainissement des eaux usées
En 2020, la gestion du service d'assainissement collectif de la commune de Noisy-sur-École est assurée par la communauté d'agglomération du Pays de Fontainebleau (CAPF) pour la collecte, le transport et la dépollution. Ce service est géré en délégation par une entreprise privée, dont le contrat arrive à échéance le 31 décembre 2029,,.
L’assainissement non collectif (ANC) désigne les installations individuelles de traitement des eaux domestiques qui ne sont pas desservies par un réseau public de collecte des eaux usées et qui doivent en conséquence traiter elles-mêmes leurs eaux usées avant de les rejeter dans le milieu naturel. La communauté d'agglomération du Pays de Fontainebleau (CAPF) assure pour le compte de la commune le service public d'assainissement non collectif (SPANC), qui a pour mission de vérifier la bonne exécution des travaux de réalisation et de réhabilitation, ainsi que le bon fonctionnement et l’entretien des installations. Cette prestation est déléguée à la SAUR, dont le contrat arrive à échéance le 31 décembre 2029,.

#### Eau potable
En 2020, l'alimentation en eau potable est assurée par la communauté d'agglomération du Pays de Fontainebleau (CAPF) qui en a délégué la gestion à l'entreprise Veolia, dont le contrat expire le 31 décembre 2029,.
Les nappes de Beauce et du Champigny sont classées en zone de répartition des eaux (ZRE), signifiant un déséquilibre entre les besoins en eau et la ressource disponible. Le changement climatique est susceptible d’aggraver ce déséquilibre. Ainsi afin de renforcer la garantie d’une distribution d’une eau de qualité en permanence sur le territoire du département, le troisième Plan départemental de l’eau signé, le 3 octobre 2017, contient un plan d’actions afin d’assurer avec priorisation la sécurisation de l’alimentation en eau potable des Seine-et-Marnais. A cette fin a été préparé et publié en décembre 2020 un schéma départemental d’alimentation en eau potable de secours dans lequel huit secteurs prioritaires sont définis. La commune fait partie du secteur Bière.

## Population et société

### Démographie
L'évolution du nombre d'habitants est connue à travers les recensements de la population effectués dans la commune depuis 1793. Pour les communes de moins de 10 000 habitants, une enquête de recensement portant sur toute la population est réalisée tous les cinq ans, les populations de référence des années intermédiaires étant quant à elles estimées par interpolation ou extrapolation. Pour la commune, le premier recensement exhaustif entrant dans le cadre du nouveau dispositif a été réalisé en 2004.

En 2022, la commune comptait 1 822 habitants, en évolution de −0,65 % par rapport à 2016 (Seine-et-Marne : +3,92 %, France hors Mayotte : +2,11 %).
| 1793 | 1800 | 1806 | 1821 | 1831 | 1836 | 1841 | 1846 | 1851 |
| ---- | ---- | ---- | ---- | ---- | ---- | ---- | ---- | ---- |
| 489  | 496  | 539  | 525  | 534  | 558  | 544  | 568  | 599  |

| 1856 | 1861 | 1866 | 1872 | 1876 | 1881 | 1886 | 1891 | 1896 |
| ---- | ---- | ---- | ---- | ---- | ---- | ---- | ---- | ---- |
| 616  | 604  | 577  | 590  | 559  | 589  | 601  | 603  | 561  |

| 1901 | 1906 | 1911 | 1921 | 1926 | 1931 | 1936 | 1946 | 1954 |
| ---- | ---- | ---- | ---- | ---- | ---- | ---- | ---- | ---- |
| 540  | 505  | 501  | 476  | 500  | 509  | 497  | 510  | 546  |

| 1962 | 1968 | 1975 | 1982  | 1990  | 1999  | 2004  | 2006  | 2009  |
| ---- | ---- | ---- | ----- | ----- | ----- | ----- | ----- | ----- |
| 525  | 490  | 673  | 1 085 | 1 561 | 1 823 | 1 872 | 1 842 | 2 001 |

| 2014  | 2019  | 2022  | - | - | - | - | - | - |
| ----- | ----- | ----- | - | - | - | - | - | - |
| 1 854 | 1 827 | 1 822 | - | - | - | - | - | - |

### Événements
Le conservatoire de musique de Milly-la-Forêt organise régulièrement des concerts à Noisy-sur-école.

### Sports
La ville possède des infrastructures sportives, situées à côté de la mairie :
- un petit et un grand terrain de football
- une piste de VTT

## Économie

### Revenus de la population et fiscalité
En 2017, le nombre de ménages fiscaux de la commune était de 763, représentant 1 902 personnes et la  médiane du revenu disponible par unité de consommation  de 31 410 euros.

### Emploi
En 2016 , le nombre total d’emplois dans la zone était de 220, occupant 808 actifs  résidants.
Le taux d'activité de la population (actifs ayant un emploi) âgée de 15 à 64 ans s'élevait à 67,5 % contre un taux de chômage de 5,9 %. 
Les 26,6 % d’inactifs se répartissent de la façon suivante : 8,6 % d’étudiants et stagiaires non rémunérés, 11 % de retraités ou préretraités et 7 % pour les autres inactifs.

### Entreprises et commerces
En 2018, le nombre d'établissements actifs était de 149 dont 7 dans l’industrie manufacturière, industries extractives et autres, 17 dans la construction, 25 dans le commerce de gros et de détail, transports, hébergement et restauration, 9 dans l’Information et communication,  9 dans les activités financières et d'assurance, 6 dans les activités immobilières, 46 dans les activités spécialisées, scientifiques et techniques et activités de services administratifs et de soutien, 17 dans l’administration publique, enseignement, santé humaine et action sociale et 13  étaient relatifs aux autres activités de services.
En 2019, 32 entreprises ont été créées sur le territoire de la commune, dont 25 individuelles.
Au 1er janvier 2020, la commune ne disposait pas d’hôtel et de terrain de camping.
Plusieurs entreprises sont implantées à Noisy-sur-École, dont :
- Galvaing construction
- Asl Chambergeot
- Auberge l'Auvers galant
- Imo Bat
- Artival
- GM.Musipro

#### Agriculture
Noisy-sur-École est dans la petite région agricole dénommée le « Pays de Bière et Forêt de Fontainebleau », couvrant le Pays de Bière et la forêt de Fontainebleau. En 2010, l'orientation technico-économique de l'agriculture sur la commune est la culture de céréales et d'oléoprotéagineux (COP).
Si la productivité agricole de la Seine-et-Marne se situe dans le peloton de tête des départements français, le département enregistre un double phénomène de disparition des terres cultivables (près de 2 000 ha par an dans les années 1980, moins dans les années 2000) et de réduction d'environ 30 % du nombre d'agriculteurs dans les années 2010. Cette tendance se retrouve au niveau de la commune où le nombre d’exploitations est passé de 10 en 1988 à 2 en 2010. Parallèlement, la taille de ces exploitations augmente, passant de 63 ha en 1988 à 88 ha en 2010.
Le tableau ci-dessous présente les principales caractéristiques des exploitations agricoles de Noisy-sur-École, observées sur une période de 22 ans : 
|                                      | 1988 | 2000 | 2010 |
| ------------------------------------ | ---- | ---- | ---- |
| Dimension économique,                |      |      |      |
| Nombre d’exploitations (u)           | 10   | 9    | 2    |
| Travail (UTA)                        | 18   | 15   | 3    |
| Surface agricole utilisée (ha)       | 632  | 603  | 176  |
| Cultures                             |      |      |      |
| Terres labourables (ha)              | 629  | 596  | s    |
| Céréales (ha)                        | 495  | 375  | s    |
| dont blé tendre (ha)                 | 250  | 227  | s    |
| dont maïs-grain et maïs-semence (ha) | 74   |      |      |
| Tournesol (ha)                       | 30   |      |      |
| Colza et navette (ha)                | s    | s    | s    |
| Élevage                              |      |      |      |
| Cheptel (UGBTA)                      | 8    | 114  | 8    |

## Culture locale et patrimoine

### Lieux et monuments
- Église Notre-Dame-de-l'Assomption (XIIe et XVe siècle),  Classée MH (1923)[67].

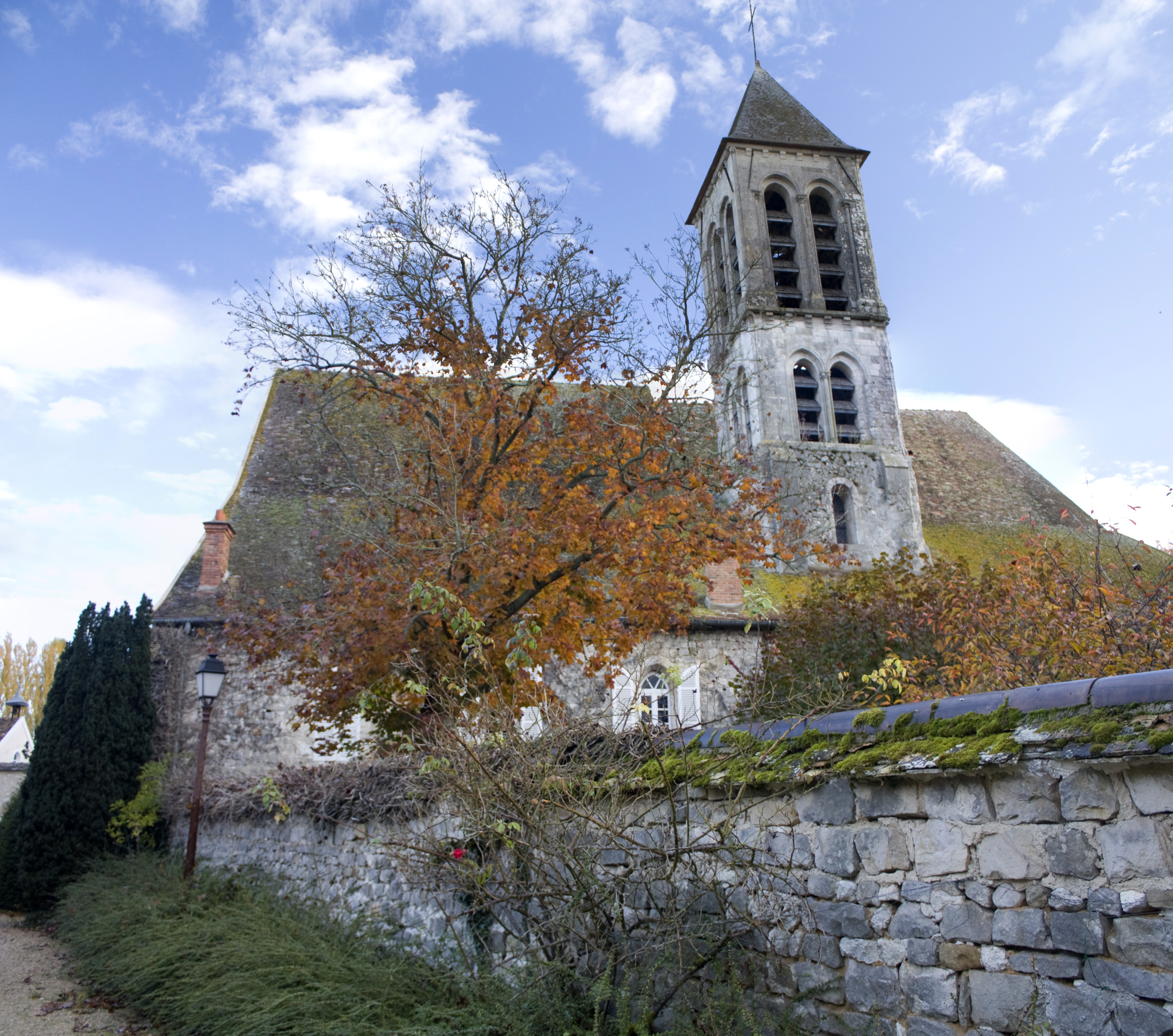
L'église de Noisy-sur-École.

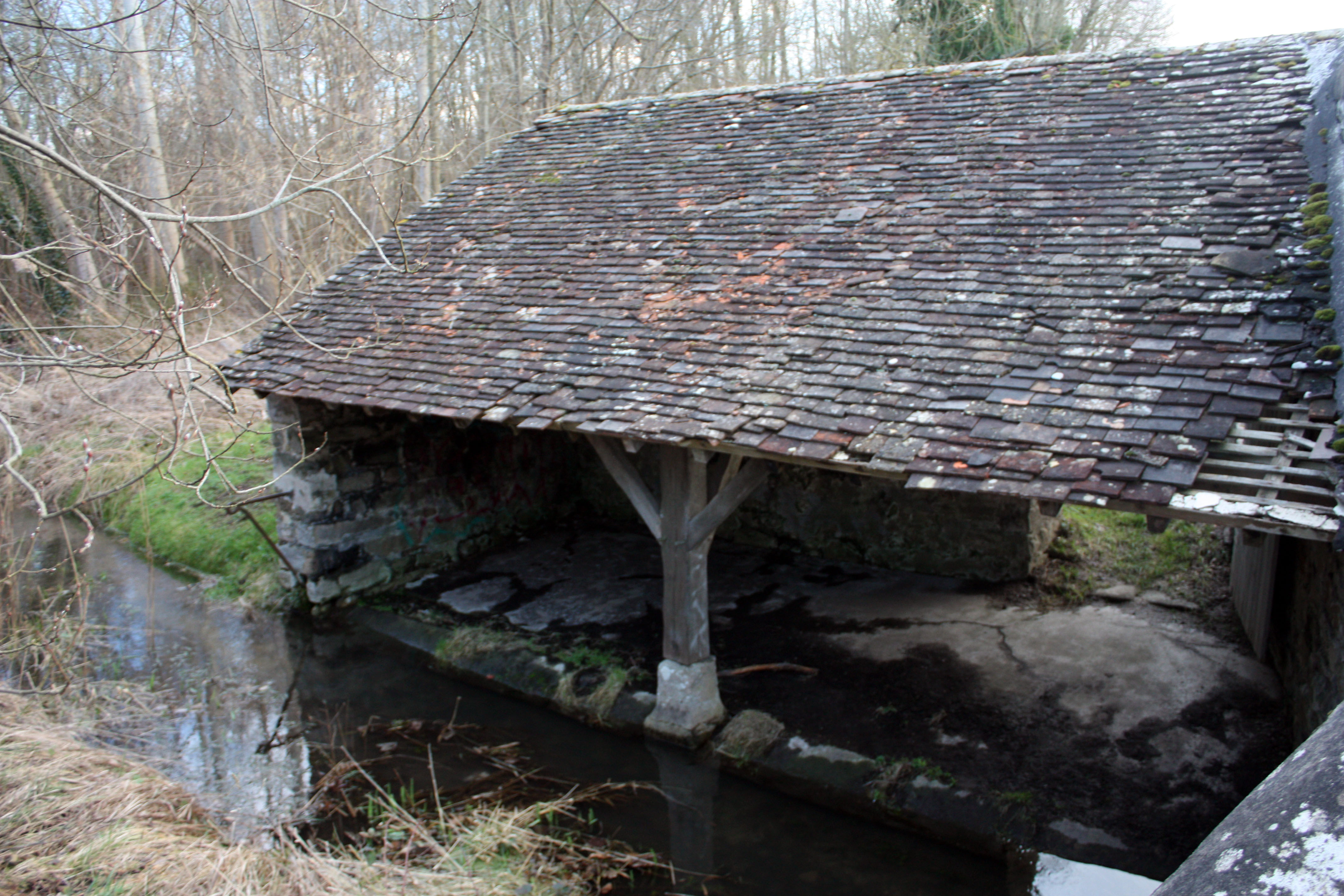
Le lavoir de Noisy-sur-École.

- Polissoir du Fond du Goulay, polissoir datant du Néolithique,  Classé MH (1924)[68].
- Polissoirs de la Pierre aux Prêtres, polissoirs datant du Néolithique, dont un  Classé MH (1929)[69].
- Château de Chambergeot
- 3 lavoirs authentiques

### Personnalités liées à la commune
- Richard Dewitte (ancien membre du groupe Il était une fois)